# Memoria
La memoria è una funzione psichica e neurale di assimilazione, attraverso dati sensibili provenienti dall'ambiente esterno mediante fattori percettivi quali gli organi di senso, ed elaborazione di questi dati attraverso la mente e il cervello sotto-forma di ricordi ed esperienze  al fine dell'apprendimento, dello sviluppo dell'intelligenza e delle capacità cognitive, psichiche e fisiche dell'individuo. La memoria può essere trattata, in maniera complementare, studiando i processi cognitivi e quelli neurofisiologici associati.
La memoria è presente, a vari livelli, in tutti gli esseri umani e animali; la sua importanza primaria sta nel fatto che non esiste alcun tipo di azione o condotta senza memoria (ad esempio nella condotta sociale, oppure nei fenomeni di rinforzo nell'apprendimento animale). Si può considerare inoltre la memoria come una delle basi che rendono possibile la conoscenza umana e animale, proprio in virtù della capacità di apprendimento, assieme ad altre funzioni mentali quali elaborazione, ragionamento, intuizione, coscienza.

## L'evoluzione storica delle modalità sperimentali dello studio

### Gli approcci associazionisti e strutturalisti

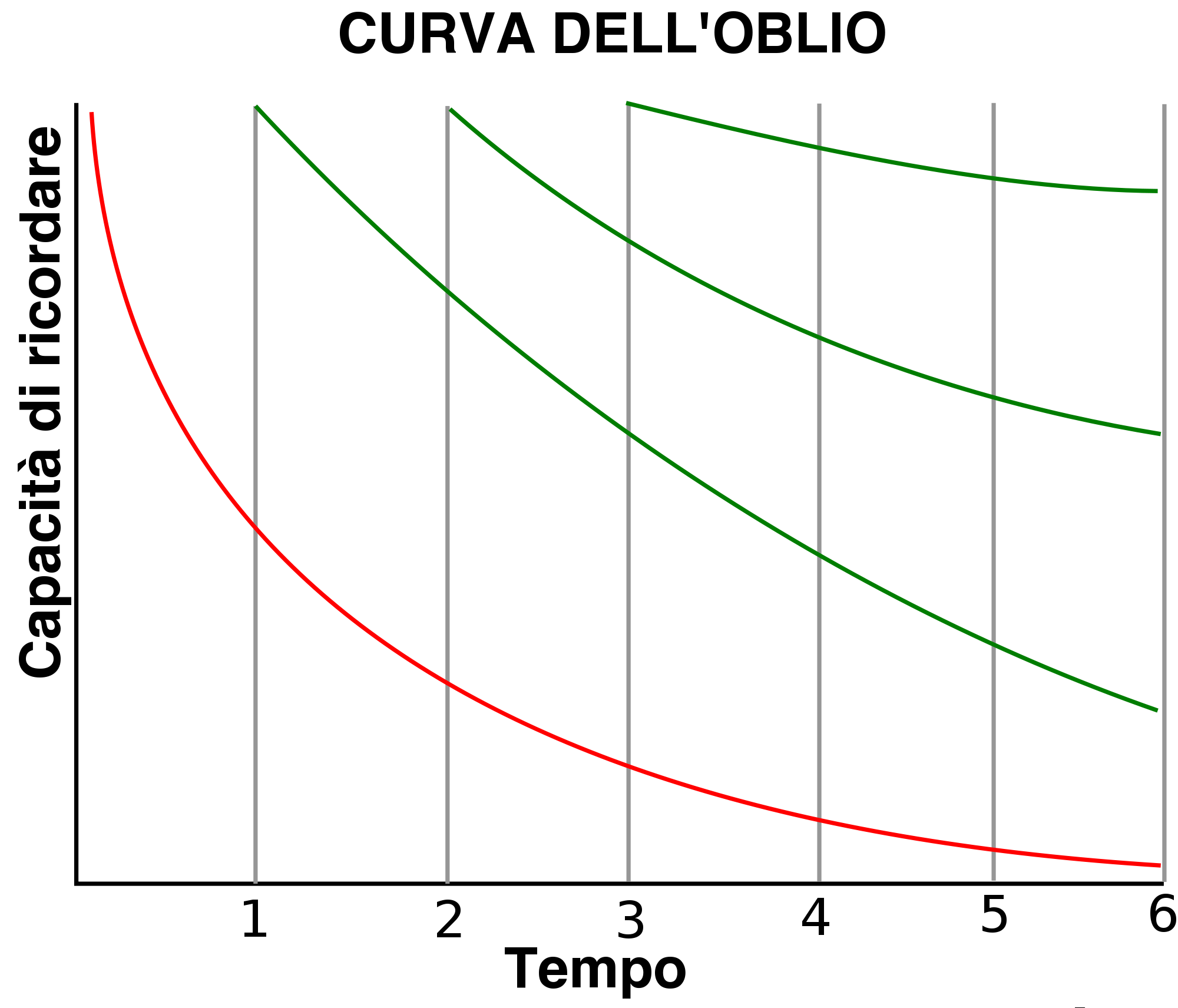
Rappresentazione grafica di curve dell'oblio

Il filosofo tedesco Hermann Ebbinghaus (allievo di Wilhelm Wundt) avviò lo studio sperimentale della memoria utilizzando un approccio "associazionista", mediante studi sperimentali sulla memorizzazione di sillabe senza senso.
Sintetizzando i dati sperimentali su due assi cartesiani (nell'asse orizzontale le ore di ritenzione, e nell'asse verticale la percentuale di sillabe ricordate) identificò la cosiddetta "curva dell'oblio", delineando un calo della prestazione mnestica all'aumentare del tempo della ritenzione.
Del tutto analoga ma speculare è la rappresentazione della "curva della ritenzione": all'aumentare delle ripetizioni sillabiche durante il processo di memorizzazione aumenta la qualità della ritenzione mnestica delle stesse, fino ad un livello tale per cui successive ripetizioni non implicano miglioramenti significativi della prestazione.
Ebbinghaus studiò inoltre il numero delle ripetizioni rispetto al tempo richiesto per il ri-apprendimento: più le ripetizioni sono numerose nella fase di apprendimento, tanto più è breve la fase di ri-apprendimento (ovviamente dopo un periodo di ritenzione).
Gli studi di Ebbinghaus hanno avuto il fondamentale merito di avviare lo studio psicologico strutturato dei processi mnestici e di introdurre le tecniche di apprendimento mediante ripetizione spaziata, tutt'oggi utilizzata. Il loro limite è che si focalizzarono su stimoli privi di significato, di tipo artificioso, e delineanti quindi un meccanismo di memorizzazione passivo.
Lo psicologo inglese Frederic Bartlett (1932) seguì invece un approccio teorico "strutturalista", usando per le sue ricerche degli stimoli mnestici di tipo naturale, in cui veniva data grande importanza alle differenze individuali.
Piuttosto che studiare, come aveva fatto Ebbinghaus, la capacità di ritenzione di dati privi di significato al termine di specifiche sessioni di apprendimento, Bartlett era più interessato a studiare il modo con cui tali dati venivano codificati e immagazzinati per poi essere all’occorrenza recuperati e decodificati. Il suo metodo consisteva nel proporre a soggetti sperimentali di cultura occidentale, un racconto proveniente da una cultura diversa – nel suo caso era quella dei nativi americani. Successivamente veniva richiesto ai soggetti sperimentali di ripetere la narrazione, evidenziandosi in tal modo la circostanza per cui i soggetti sperimentali ripetevano la storia accorciandola rispetto alla versione originale, e modificando sia la sintassi che il significato in funzione del proprio punto di vista culturale, appunto quello occidentale. A differenza di Ebbinghaus, Bartlett esplorava quindi l'influenza della componente semantica del dato appreso rispetto alla componente sintattica studiata da Ebbinghaus. In altre parole, la forma assunta dal contenitore in funzione del dato contenuto, forma che a sua volta modifica il contenuto in un processo di feedback circolare. Tale componente semantica era inoltre influenzata da quanto precedentemente appreso e conosciuto, sia in termini di memoria individuale che di memoria sociale.
Un classico esempio di approccio strutturalista allo studio della memoria è fornito dal concetto di schema di Bartlett: lo "schema" è definito come una struttura dotata di significato, caratterizzata da un contenuto e da un processo, e che veicola il processo di codifica-ritenzione e di richiamo mnestico mediando il ricordo di informazioni successive.
Lo schema è pertanto una struttura mentale che rappresenta un dato oggetto del mondo, comprese le sue qualità e le relazioni tra queste. Gli schemi sono astrazioni che semplificano lo stare al mondo, secondo il noto assunto heideggeriano. Secondo Bartlett, anche le persone significative della nostra vita che abbiamo elevato – consapevolmente o inconsapevolmente – a modelli da imitare, emulare oppure semplicemente da tenere in considerazione sono immagazzinati nei nostri ricordi sotto forma di schemi.
Bartlett individuò le strategie individuali, messe in atto nell'atto del ricordare e dell'apprendere, insieme a tutti i processi di aggiustamento, razionalizzazione ed ancoraggio, che caratterizzano questi processi. Elemento comune di queste strategie è che tutti i ricordi memorizzati sono caratterizzati dal fatto di essere dotati di senso per la persona che ricorda.

### La prima ricerca cognitiva: l'approccio di Atkinson e Shiffrin
Nell'ambito della psicologia cognitiva della memoria, uno dei contributi di maggiore rilievo è quello relativo alla classica distinzione della memoria a breve termine e a lungo termine (MBT/MLT).
Atkinson e Shiffrin proposero il cosiddetto "modello del multimagazzino", che divideva funzionalmente la memoria in:
1. Magazzino sensoriale, che riceve gli stimoli dagli organi di senso, e che ha una capacità di ritenzione molto limitata (pochi secondi). Questo magazzino può ricevere informazioni da un organo alla volta.
2. Magazzino a breve termine (MBT/STM): contiene informazioni che vengono ricordate per alcune decine di secondi o minuti.
3. Magazzino a lungo termine (MLT/LTM): contiene informazioni che vengono ricordate per periodi prolungati, e che una volta immagazzinate nel cervello possono essere recuperate quando necessario.[3]

### Lo "Human-Information Processing"
La crisi della classica "interpretazione associazionistica" della memoria partì dalle prime critiche cognitiviste, poi riprese dall'approccio HIP (l'approccio cognitivista dell'"elaborazione dell'informazione"):
- si rifiuta l'idea che lo sperimentatore possa influenzare il soggetto
- si rifiuta l'idea che ciò che viene ricordato durante i test rimanga nella memoria
- si pensa che non vi sia un legame tra l'apprendimento e l'esercizio (ripetizione).

Questo approccio, sviluppatosi a partire dagli anni '70, si sviluppa dalla teoria cibernetica dell'elaborazione dell'informazione, caratterizzata, nella sua declinazione agli studi sulla memoria, dai seguenti assunti:
- La memoria come un flusso di informazione attraversa un sistema, un processo di tipo input-output;
- Il sistema può essere decomposto in una serie di sub-sistemi, ognuno coprente una determinata parte del processo;
- Il processo risulta caratterizzato da una sequenza fissa;
- Ogni stadio mnestico ha durata di tempo e capacità limitate;
- Lo stesso processo di elaborazione dell'informazione si applica per qualsiasi tipo di formato del segnale (grafico, tattile, semantico, verbale etc.).

Un approccio alla memoria che definisce un sistema sequenziale, standardizzato, unitario sia per gli individui sia per le informazioni.
A partire da questi assunti, Ulric Neisser, il padre della psicologia cognitiva, elabora un approccio cognitivo allo studio della memoria orientato alla messa a fuoco dei processi cognitivi. Questo filone prende le mosse dalle teorie sviluppate dal concetto di elaborazione dell'informazione, declinandolo in contesti naturali e quotidiani. Strutturalmente, a partire dagli anni '50 ed in maniera più o meno esplicita attraverso tutto il cognitivismo, la memoria è definita attraverso tre moduli mnestici:
- Il modulo 1 registra molte informazioni, ma in maniera limitata. Prende nomi diversi a seconda delle teorie cognitiviste che l'hanno studiato, e fa prevalentemente riferimento alla memoria sensoriale.
- Il modulo 2 trattiene i dati per un periodo di tempo maggiore, ma ha capacità più limitata e si identifica nelle sue numerose accezioni come memoria a breve termine o di lavoro. Il numero che definisce la capienza di questo modulo è di 7 ± 2 informazioni (span).
- Il modulo 3 ha capacità di ritenzione illimitata ed è definita come memoria a lungo termine.

Il passaggio da memoria sensoriale (modulo 1) a memoria a breve termine dipende dall'attenzione, mentre il passaggio dal modulo 2 al modulo 3 è maggiormente efficace a seconda dell'organizzazione mnemonica del soggetto. Il passaggio da MLT a MBT è detto recupero ed è facilitato da una buona organizzazione.
Una memorizzazione verbale e spaziale è doppiamente efficiente così come aiuta a richiamare le informazioni mentre si svolgono altre attività cognitive.
La teoria tripartita di Atkinson e Shiffrin ha consentito di illustrare in modo dettagliato e completo i processi di memoria ma, secondo alcuni autori, presenta criticità in quanto presuppone che i contenuti si fissino in memoria solo con la ripetizione.
Invece, secondo Craik e Lockart (1972), è possibile rafforzare il ricordo attraverso la "profondità di elaborazione": se un'informazione nuova è connessa con quelle già acquisite, se è emotivamente significativa, se è chiara e ordinata, passerà facilmente e velocemente alla Memoria a Lungo Termine, senza la necessità di ripetizione.
A questo proposito, Craik e Tulving (1975) hanno compiuto un esperimento, presentando ai soggetti tre tipi di compito: un compito ortografico, in cui si mostrava una parola e si chiedeva se fosse scritta in maiuscolo; un compito fonetico, in cui si mostrava una parola e si chiedeva con che parola potesse fare rima; un compito semantico, in cui mostravano una parola e poi chiedevano se un'altra parola fosse legata a quella precedentemente mostrata. Successivamente e inaspettatamente ai soggetti venivano mostrate diverse parole, chiedendo quale di queste era già stata incontrata nei compiti precedenti.
I soggetti riconoscevano maggiormente le parole sottoposte a compito semantico, poiché questo compito richiede un'elaborazione maggiore e attiva processi più complessi, grazie ai quali lo stimolo viene memorizzato meglio.
Dunque un contenuto, per essere memorizzato, ha bisogno di profonda elaborazione e integrazione con il proprio patrimonio di conoscenze.
Endel Tulving (1972) distingue inoltre tra memoria episodica e memoria semantica: la prima ha una collocazione spazio-temporale e riguarda gli avvenimenti legati alla nostra vita, la seconda riguarda invece informazioni che non hanno una prospettiva spazio-temporale, come i concetti astratti, riguarda le conoscenze generali sul mondo. La memoria episodica e la memoria semantica sono considerate memorie esplicite, dato che si manifestano per ricordi coscienti, quindi volontari, riferibili verbalmente. Questa memoria è condizionata dall'attenzione e dalla volontà di apprendere.
Va anche considerata la memoria implicita, incosciente, dove l'informazione non si manifesta come ricordo, ma influenzando un comportamento senza che il soggetto ne sia cosciente. Essa è suddivisa in memoria procedurale, percettiva, da condizionamento classico e non-associativa.
La memoria procedurale consiste nel ricordare uno script per compiere azioni automaticamente o semi-automaticamente, come andare in bicicletta, digitare su una tastiera; la memoria percettiva determina il priming percettivo, ad esempio quello che consente di completare amodalmente una figura.
La memoria da condizionamento classico consiste nell'associare per condizionamento un riflesso ad uno stimolo neutro. Il meccanismo è lo stesso della memoria associativa che consiste nell'associare uno stimolo ad un comportamento, anche senza il ricordo cosciente che spinge a fare l'associazione.
La memoria non-associativa si divide in assuefazione e sensibilizzazione. L'assuefazione è un processo che risulta nell'attenuazione di una risposta non necessaria a seguito dell'esposizione ripetuta a uno stimolo che si è rivelato non rilevante. Per esempio la lumaca che ritrae le antenne quando queste vengono toccate leggermente, dopo un po' smette di farlo (o le ritrae per meno tempo), se lo stimolo mantiene le stesse caratteristiche. La sensibilizzazione è il processo inverso, ovvero l'esposizione a uno stimolo particolarmente rilevante provoca una risposta che verrà poi ripetuta anche in presenza di stimoli meno rilevanti. Per esempio la lumaca cui si colpisce con forza le antenne, ritrarrà le stesse in maniera prolungata, e ripeterà il comportamento anche in presenza di stimoli non rilevanti (tocco leggero), finché subentra di nuovo l'assuefazione.

### I processi mnestici
Il modello originale di Atkinson e Shiffrin distingue la memoria a breve termine da quella a lungo termine; a loro volta, tali processi mnestici sono suddivisi in sottotipi.

### Aspetti funzionali della memoria: effetti diprimacyerecency
Se al soggetto viene presentata una lunga serie di elementi, egli tenderà a ricordare maggiormente i primi e gli ultimi. Rispettivamente, questi due fenomeni sono stati definiti effetto primacy ed effetto recency.
Secondo l'attuale concezione della memoria, l'effetto primacy è dovuto all'ingresso dei primi item (elementi) presentati nella MLT perché sono stati maggiormente ripetuti, mentre l'effetto recency è dovuto alla permanenza degli ultimi item nella MBT.
Un'altra spiegazione del perché gli elementi centrali siano meno ricordati è data dalla psicologia associazionista. L'apprendimento di nuovi ricordi può interferire con vecchi elementi (interferenza retroattiva), e interferire con materiale appreso dopo l'evento (interferenza proattiva). Gli elementi centrali sono di fatto quelli che subiscono entrambe le interferenze.

## Generalità
I processi mnemonici fondamentali sono di tre tipi: 
- Acquisizione e codificazione: ricezione dello stimolo e traduzione in rappresentazione interna stabile e registrabile in memoria. Lavoro di categorizzazione ed etichettatura legato agli schemi e alle categorie preesistenti.
- Ritenzione ed immagazzinamento: stabilizzazione dell'informazione in memoria e conservazione dell'informazione stessa per un determinato lasso di tempo.
- Recupero: riemersione a livello della consapevolezza dell'informazione precedentemente archiviata, mediante "richiamo" (recupero mnestico diretto, senza stimoli di facilitazione) o "riconoscimento" (procedura cognitivamente più semplice, in cui il recupero è mediato da uno stimolo associativo, per cui è sufficiente riconoscere l'elemento precedentemente codificato, presente all'interno di una serie di stimoli proposti).

Si possono classificare i tipi di memoria in base ad almeno due criteri:
- La persistenza del ricordo.
- Il tipo di informazioni memorizzate.

Dal punto di vista psicologico la memoria, detta anche funzione mnestica, non risulta necessariamente stabile a parità di contenuti o classi di stimoli ed è influenzata da elementi affettivi (come emozione e motivazione), oltre che da elementi riguardanti il tipo di informazione da ricordare. Questa funzione psichica si delinea dunque come un processo legato a molti fattori, sia cognitivi che emotivi, e come un processo eminentemente attivo (e quindi non, o almeno non solo, un processo automatico o incidentale). Il processo mnestico si configura dunque come un percorso dinamico di ricostruzione e connessione di rappresentazioni, piuttosto che come un semplice "immagazzinamento" di dati in uno spazio mentale statico.
Sigmund Freud connesse la dimenticanza e l'oblio ai meccanismi di difesa, quali la repressione e la rimozione, mettendo in evidenza il processo di allontanamento attivo dei contenuti minacciosi, che tendono a rimanere inconsci (ovvero, difficilmente recuperabili).

## Classificazione

### Per durata
Il più diffuso criterio di classificazione della memoria si basa sulla durata della ritenzione del ricordo, identificando tre tipi distinti di memoria: la memoria sensoriale, la memoria a breve termine, e la memoria a lungo termine.
Esperimenti effettuati di recente sugli animali hanno confermato la teoria che prevede due diverse fasi di modellazione sinaptica: la memoria a breve termine ricorre all'ausilio di proteine preesistenti, per modificare in modo temporaneo l'attività sinaptica, mentre quella a lungo termine necessita dell'attivazione di geni e la sintesi di proteine nuove, allo scopo di variare le sinapsi, nella quantità e nella conformazione.

#### Memoria a breve termine
La memoria a breve termine (o Short-Term Memory) viene classicamente suddivisa nei seguenti sottotipi funzionali:
1. la memoria di lavoro (in inglese Working Memory, o WM), che contiene informazioni che vengono tenute in mente per uno scopo.
2. la memoria iconica, ( dimostrata da George Sperling ) una tipologia di memoria sensoriale che viene sperimentata quando uno stimolo visivo, pur essendo terminato, continua a persistere per qualche istante.
3. la memoria ecoica una tipologia di memoria sensoriale che viene sperimentata quando uno stimolo uditivo, pur essendo terminato, persiste per qualche istante.[7]

Il concetto di "memoria di lavoro" è stato introdotto da Baddeley ed Hitch, ed è sostanzialmente una modifica al modello di Atkinson e Shiffrin.
La memoria di lavoro, nel modello di Baddeley, è composta da tre componenti funzionali: 
1. l'"Esecutore centrale", che ha molte affinità funzionali con i processi attentivi, e che coordina la gestione delle richieste cognitive;
2. il "Loop articolatorio", o circuito articolatorio, che contiene le informazioni in una forma fonologica, basata sul discorso verbale;
3. il "Taccuino visuo-spaziale", o visuo-spatial sketchpad, che è specializzato nella codifica visuale o spaziale delle informazioni.

Secondo diversi ricercatori, la componente del loop articolatorio sarebbe più complessa di quanto Baddeley ed Hitch abbiano ipotizzato in un primo momento; vi sarebbero infatti due diverse sottocomponenti in questo sistema: una passiva, che si basa sull'ascolto del linguaggio, ed una che si basa sulla sua produzione attiva.

#### Memoria a lungo termine
La memoria a lungo termine (MLT), o Long-Term Memory, viene classicamente suddivisa nei seguenti sottotipi funzionali:
1. memoria semantica: memoria legata alla comprensione del linguaggio; si riferisce ai significati delle parole e dei concetti;
2. memoria episodica: memoria relativa agli eventi (ad es., la memoria episodica autobiografica è relativa agli eventi della nostra vita);
3. memoria procedurale: memoria relativa alle azioni e procedure per eseguire comportamenti complessi.

### Memoria sensoriale
Si parla di memoria sensoriale quando si è in presenza di un processo in grado di memorizzare informazioni sensoriali (uditive, visive, tattili, olfattive, gustative) per la durata di pochi secondi o millisecondi.
È possibile dimostrare empiricamente l'esistenza di magazzini di memoria sensoriale come:
- l'after images (visiva);
- la visual persistence (visiva);
- la memoria iconica (visiva);
- la memoria ecoica (uditiva).

Alcune delle informazioni contenute nella memoria sensoriale, possono passare, opportunamente codificate, nella memoria a breve termine, che può conservarle fino a pochi minuti. Alcune delle informazioni contenute nella memoria a breve termine, possono passare nella memoria a lungo termine, che può conservarle per giorni oppure tutta la vita. Per esempio, se ascoltiamo un numero a caso di sette cifre in una lingua a noi completamente incomprensibile, siamo in grado di ripeterlo solo immediatamente dopo averlo ascoltato (memoria sensoriale). Se, invece, il numero è pronunciato nella nostra lingua, i suoni vengono codificati in simboli che è possibile ricordare per alcune decine di secondi (memoria a breve termine). D'altra parte, conosciamo il nostro numero di telefono perché l'abbiamo ripetuto numerose volte (memoria a lungo termine).
La teoria prevalente sostiene che la memoria sensoriale e la memoria a breve termine si realizzino tramite modifiche transitorie nella comunicazione neuronale, mentre la memoria a lungo termine si realizzi tramite modifiche più stabili nella struttura neuronale.

#### Altri tipi di memoria
1. Memoria di rievocazione: che è semplicemente la capacità di richiamare alla mente memorie di fatti vissuti o appresi.
2. Memoria di riconoscimento: che è quella memoria in cui, grazie ad un preciso dettaglio, si può ricordare l'intera scena accaduta.

### Per tipo di informazione
La memoria a lungo termine può essere suddivisa in:
- Memoria dichiarativa (o esplicita), riguarda le informazioni comunicabili, che vengono richiamate consciamente.
- Memoria procedurale (o implicita), riguarda le informazioni relative a comportamenti automatici.

La memoria dichiarativa può essere ulteriormente suddivisa in memoria episodica, che riguarda le informazioni specifiche a un contesto particolare, come un momento e un luogo, e memoria semantica, che riguarda idee e affermazioni indipendenti da uno specifico episodio.
Per fare degli esempi, il ricordo della trama di un romanzo o di un film riguarda la memoria episodica, mentre ricordarsi il nome dei personaggi dello stesso romanzo o film riguarda la memoria semantica. La memoria autobiografica è un caso particolare di memoria episodica, che riguarda episodi realmente avvenuti al soggetto stesso.
La memoria procedurale riguarda invece soprattutto le abilità motorie e fonetiche, che vengono apprese con il semplice esercizio e utilizzate senza controllo attentivo volontario.
Oggi possiamo dire che nei due tipi di memoria (dichiarativa o esplicita e procedurale o implicita) sono implicate aree cerebrali diverse. Mentre la memoria dichiarativa si situa principalmente nella corteccia cerebrale (o neocorteccia, in particolare quella temporale), nella memoria procedurale sono implicate le strutture sottocorticali, in particolare per il suo consolidamento sono impiegati le strutture corticali come l'ippocampo, il nucleo dorsomediale del talamo, i corpi mamillari e il fornice, come nel caso del "circuito di papez".

## Metodi di ricerca e di indagine
Nello studio della memoria possono essere utilizzati:
- metodi diretti, ossia prove di rievocazione (libera, seriale e guidata) e prove di riconoscimento;
- metodi indiretti, ossia compiti cognitivi che non testano direttamente la memoria, ma il cui risultato dipende dal livello di funzionamento di questa.

La prova di rievocazione libera consiste nel rievocare gli elementi di una lista presentata in precedenza (può essere presentata sia per via uditiva che visiva), senza vincoli sull'ordine in cui gli elementi devono essere ripetuti. La prova di rievocazione seriale differisce dalla precedente in quanto si deve cercare di ripetere l'ordine esatto con cui gli elementi sono stati presentati. La prova di rievocazione guidata prevede l'uso di stimoli aggiuntivi (cues) in qualche modo connessi con gli elementi da ricordare, in modo da facilitarne la rievocazione. Le prove di riconoscimento possono basarsi sull'apprendimento della presenza di un elemento in un particolare contesto spazio-temporale, oppure possono essere svincolati da esso; nel primo caso il soggetto deve riconoscere se l'elemento mostrato è già stato presentato in precedenza, oppure riconoscere quale elemento è già stato presentato scegliendo tra i molteplici elementi mostrati (chiamati distrattori). Nel secondo caso il soggetto deve riconoscere se l'elemento mostrato appartiene a una data categoria (riconoscimento categoriale), oppure deve individuare un oggetto fra altri appartenenti alla stessa categoria, riconoscendone gli attributi che lo differenziano da questi (riconoscimento di identificazione).
I metodi indiretti sono prove varie che sfruttano in genere il priming di ripetizione e il priming semantico (o associativo). Il priming di ripetizione si basa sul fatto che la presentazione di un elemento all'interno di una lista (sulla quale non viene richiesto di svolgere compiti cognitivi) facilita il riconoscimento dello stesso, durante la prova vera e propria; il priming semantico facilita il riconoscimento utilizzando stimoli appartenenti alla stessa categoria dello stimolo bersaglio.

## Metodi di valutazione ed applicazioni di sviluppo
Per quanto riguarda gli strumenti di valutazione delle capacità mnestiche, questa funzione cognitiva è alla base della prestazione cognitiva in alcune sottoscale del WAIS (Wechsler Adult Intelligence Scale, un test di misura dell'intelligenza): il fattore "ragionamento aritmetico" ed il fattore di "memoria dei numeri".
Questo fattore tende a deteriorarsi con l'avanzare dell'età; con l'avanzare degli anni, il processo di codifica di nuove informazioni si rende infatti più problematico, mentre si ottimizza il processo di recupero delle informazioni memorizzate nelle precedenti fasi di sviluppo. L'elevata capacità mnestica infatti risulta essere la funzione psichica che più distingue l'intelligenza fluida dall'intelligenza cristallizzata (secondo il modello di James Cattell).

## Nelle scienze e discipline

### Fisiologia
Dati relativi ai circuiti neuronali interessati al trasferimento delle informazioni nella memoria a lungo termine sono stati ottenuti dall'esame di soggetti con Sindrome di Korsakoff (nell'alcoolismo cronico). I pazienti con sindrome di Korsakoff conservano una buona memoria per le esperienze precedenti all'insorgere della malattia, ma hanno perso la capacità di trasferire le loro esperienze attuali nella memoria a lungo termine. L'esame anatomico del cervello di questi pazienti dimostra che le strutture centrali più lese sono:
- Nucleo medio-dorsale del Talamo
- Corpi mammillari
- Ippocampo

Il processo di memorizzazione modifica le connessioni presenti nella rete neuronale, grazie all'attivazione di un segnale; nei neuroni postsinaptici si attivano geni e proteine; queste ultime si muovono verso le connessioni presenti tra due neuroni, allo scopo di rinforzare o di costruire le sinapsi (i punti di contatto e di comunicazione neuronale). Ogni informazione viene memorizzata grazie alla formazione di una specifica rete neuronale, prima nell'ippocampo e poi nella corteccia, dove viene definitivamente conservata.
L'ippocampo è la struttura indispensabile alla fissazione della traccia di memoria. L'ippocampo non è la sede dell'immagazzinamento, ma partecipa alla codificazione delle informazioni che lo raggiungono dalla corteccia associativa cerebrale. Anche l'amigdala (lobo temporale) riveste un ruolo importante nel modellamento e nella conservazione della memoria, dato che è l'organo deputato a definire le percezioni sul versante emozionale ed affettivo.
Nel sistema nervoso dei vertebrati i fenomeni elementari di apprendimento più conosciuti sono la Long Term Potentiation o LTP e la Long Term Depression o LTD. Nei neuroni dell'ippocampo una stimolazione elettrica ad alta frequenza delle vie afferenti eccitatorie, è capace di determinare un forte aumento dell'ampiezza delle risposte successive, capacità che si mantiene per ore o per giorni. Queste variazioni funzionali del circuito sono attribuite a modificazioni della trasmissione sinaptica. In queste sinapsi eccitatorie il mediatore è il Glutammato.
L'ormone IGF-I è fondamentale per immagazzinare i ricordi e farli rimanere più a lungo stimolando le connessioni interneuronali.
Per quanto riguarda lo sviluppo della memoria nel corso del ciclo di vita, il punto iniziale (fino al primo anno di vita) riguarda la memoria motoria (coordinazione, movimenti del corpo), poi la memoria iconica (legata alla costruzione di immagini mentali del percepito e del ricordato), poi la memoria semantica o linguistica, dal 4-5º anno di vita, caratterizzate da tracce mnestiche di concetti di tipo verbale.
Studi recenti hanno dimostrato che i bambini, da 3 a 6 mesi di età, sono già in grado di riconoscere i volti delle persone che li accudiscono; dopo il sesto mese sono in grado di ordinare in categorie, volti, oggetti e situazioni; dopo il primo anno riescono a riconoscere uno stimolo acquisito precedentemente; all'età di due anni conservano numerose informazioni sulle esperienze precedenti; intorno al quinto-sesto anno di età sono capaci di raccogliere i ricordi, concettualizzarli e recuperarli quando è il momento. Già in precedenza le capacità mnemoniche si rivelano nell'apprendimento del linguaggio.

La costruzione delle memorie avviene attraverso un processo in tre fasi:
1. Acquisizione, che è il processo di archiviazione di nuove informazioni in memoria.
2. Consolidamento, che è il processo mediante il quale i ricordi divengono stabili.
3. Richiamo, che è il processo di rievocazione dei ricordi consolidati.

Il sonno influisce soprattutto sulla fase di consolidamento della memoria. Durante il sonno, le connessioni neurali nel cervello sono rafforzate. Ciò aumenta le capacità del cervello di stabilizzare e conservare i ricordi. Ci sono stati diversi studi che dimostrano che il sonno migliora la conservazione della memoria, poiché le memorie vengono migliorate attraverso il consolidamento attivo. Il consolidamento del sistema avviene durante il sonno a onde lente (SWS). Questo processo implica che i ricordi vengono riattivati durante il sonno, ma che non tutti i ricordi vengano consolidati allo stesso modo. Inoltre implica che vengano apportate modifiche qualitative alle memorie quando vengono trasferite al magazzino a lungo termine.
Durante il sonno, l'ippocampo riproduce gli eventi della giornata, inviando segnali alla neocorteccia. La neocorteccia quindi rivede ed elabora i ricordi, immagazzinandoli nella memoria a lungo termine. Quando non si dorme abbastanza, diventa più difficile imparare, dal momento che queste connessioni neurali non si rinforzano, risultando in un più basso tasso di memorizzazione dei ricordi. La privazione del sonno rende anche più difficile concentrarsi, con conseguente apprendimento inefficiente. Inoltre, alcuni studi hanno dimostrato che la privazione del sonno può portare a false memorie, poiché i ricordi non vengono trasferiti correttamente alla memoria a lungo termine. Una delle funzioni principali del sonno è il miglioramento del consolidamento delle informazioni, in quanto diversi studi hanno dimostrato che la memoria dipende da un sonno sufficiente tra l'acquisizione e il richiamo. Inoltre, i dati ottenuti dagli studi di neuroimaging hanno mostrato modelli di attivazione nel cervello addormentato che rispecchiano quelli registrati durante l'apprendimento dei compiti del giorno precedente, suggerendo ulteriormente che i nuovi ricordi possano essere consolidati attraverso il sonno.

#### Riattivazione mirata della memoria
La riattivazione mirata della memoria (TMR - targeted memory reactivation) è una tecnica di riattivazione dei ricordi applicata durante il sonno.

### Antropologia
Nell'antropologia il tema della memoria è emerso con maggior forza negli anni ’90 grazie al cosiddetto boom della memoria. Seguendo un percorso iniziato con autori quali Henri Bergson e Sigmund Freud, l’antropologia si è sempre più distaccata dalle concezioni organicistiche di memoria e ha via via prestato attenzione ai fattori culturali e sociali che plasmano l’atto del ricordare. In particolare, la memoria non sarebbe da intendersi come semplice possibilità di immagazzinare informazioni ed eventualmente recuperarle, ma sarebbe un processo attivo nel definire le categorie culturali di appartenenza di gruppi e singoli.
Ad esempio, Lorenzo d’Orsi ha sottolineato come la memoria degli ex-rivoluzionari turchi attivi negli anni ’60 e ’70 consolidi i legami comunitari umani attuando precise strategie del ricordo. Una delle caratteristiche più evidenti è data dal loro riferirsi al passato quasi mai in termini di “io” ma di “noi”, strategia tesa a un tempo a solidarizzare fra i membri del gruppo ma al contempo a distinguere gli stessi membri da altri attori culturali in cui agisce un forte individualismo sgradito agli ex militanti. Tale distinzione si opera anche su di un piano generazionale, distinguendo gli ex mililtanti dai giovani attivisti, in cui tale riferimento all’io si fa più presente.

### Filosofia
Nell'età classica, Platone e Aristotele identificarono la fase di "conservazione di sensazione" e quella di "reminiscenza" dell'informazione. Aristotele approfondì ulteriormente l'argomento, riflettendo sulla possibilità di ricordare ciò che non è più presente, oltre alla capacità di interiorizzare il "quadro" di un evento, percepibile, in seguito, come un oggetto di per sé, ma anche come una rappresentazione di qualcos'altro, per esempio un ricordo. Aristotele attribuì al ricordo un carattere attivo e una base fisica (movimento), mentre alla fase di conservazione ne assegnò uno passivo.
Già Plotino differenziò la memoria corta da quella lunga e da quella indistruttibile, utilizzando come discriminante la "forza dell'immaginazione". Tutta la filosofia medioevale definì la memoria come un bene prezioso, mentre in epoca più recente fu descritta come "conservazione dello spirito", o stato virtuale (Bergson), o stato potenziale (Husserl), a cui si contrappose la concezione della memoria "basata sul ricordo" formulata, tra gli altri, da Hobbes e Kant.
Hegel accostò la memoria al pensiero esteriorizzato, mentre Spinoza la descrisse come una concatenazione delle idee e David Hume, con la sua teoria sul meccanismo associativo, risultò il maggiore ispiratore dei principi della psicologia moderna.
Un settore classico della ricerca filosofica che si è occupato storicamente di studiare la memoria e il suo funzionamento va sotto il nome di arte della memoria o mnemotecnica. Questa disciplina ha fornito importanti spunti sul funzionamento e sulla struttura della memoria umana. Molti dei grandi filosofi e retori (basti pensare a Cicerone, Quintiliano, Sant'Agostino, San Tommaso, Giordano Bruno, Leibniz) furono studiosi di questa disciplina; non pochi dei suoi metodi e principi furono mutuati e fatti confluire nelle teorie moderne della ricerca didattica e pedagogica.

### Medicina
Molta parte dell'odierna conoscenza sulla memoria è derivata dallo studio clinico dei disturbi delle funzioni mnestiche, anomalie che si possono rintracciare in varie sindromi, malattie congenite o degenerative, ma anche in disturbi affettivi o del funzionamento mentale. Inoltre la memoria è uno dei processi mentali che risente maggiormente dell'invecchiamento. In particolare, la memoria a breve termine che consente di conservare una piccola quantità di informazioni per breve tempo, tende a divenire meno precisa: si dimentica dove si sono posati gli oggetti, non si ricorda cosa si è mangiato nel corso della giornata.

### Sociologia
L'area di ricerca della "psicologia della testimonianza" si occupa di verificare la credibilità ed affidabilità delle "testimonianze" (anche in contesto giuridico) rese da individui che hanno osservato lo svolgimento di alcuni fatti, cercando di valutare quanto incidano le modalità di elaborazione delle informazioni, gli stereotipi e i pregiudizi all'interno dei loro ricordi.
I ricordi sono influenzati da affettività, preoccupazioni, interessi e stanchezza, ma anche, come hanno sottolineato Allport e Postman, da un'idea dominante che tende ad eliminare tutti i dettagli non congruenti, e a costruire attorno a sé un gruppo di dettagli ad essa conformi che la avvalori.
Per quanto riguarda il delicato e complesso tema dei falsi ricordi, quelli relativi alla primissima infanzia sono giustificati dalla maturazione non ancora avvenuta dell'ippocampo, e quindi gli elementi mnestici a lungo termine non possono, a quell'età, essere memorizzati in modo conscio; quelli "costruiti" da grandi si formano mescolando ricordi reali con suggestioni altrui, spesso spinti da una forte pressione sociale e in assenza di autocritica da parte del soggetto. Alcuni specialisti ritengono possibile la creazione di falsi ricordi anche tramite l'ipnosi.
Un caso emblematico: H.M.
Il paziente H.M. (Henry Molaison) è stato il primo caso di disturbo amnestico studiato in letteratura con un chiaro riferimento alla lesione cerebrale. Egli soffriva di una grave crisi epilettica farmaco-resistente, per cui il neurochirurgo Scoville decise di operarlo asportando due terzi di entrambi i lobi temporali mediali, comprese le porzioni più anteriori dell'ippocampo e le amigdale. L'operazione andò a buon fine, ma, subito dopo, H.M. cominciò a presentare disturbi di memoria episodica anterograda. È stato descritto in letteratura che egli viveva ogni giorno come se fosse isolato dagli altri. Egli presentava, tuttavia, una MBT (Memoria a Breve Termine) nella norma, era capace di apprendere nuove procedure motorie attraverso l'apprendimento implicito (ad esempio: il disegno allo specchio) e una capacità di acquisizione delle conoscenze semantiche relativamente preservata. Infatti, dopo l'intervento, egli fu in grado di acquisire informazioni relativamente alla musica rock e agli astronauti.